# Jente Michels
Jente Michels (17 februari 2003) is een Belgisch veldrijder. 

## Carrière
Bij de junioren won hij vier wedstrijden, waaronder het Belgisch Kampioenschap. Op het Europees kampioenschap van 2021 eindigde hij op de achtste plaats als eerstejaars belofte. Ryan Kamp won de wedstrijd. Op het Belgisch kampioenschap van 2022 werd hij tweede na Emiel Verstrynge. Op het EK van 2023 te Pontchâteau werd hij Europees kampioen bij de beloften.

## Privéleven
Michels is afkomstig uit De Pinte.

## Palmares

### Veldrijden

#### Resultatentabel elite
| Seizoen   |    | WK | EK | BK |    | Klassementen | Klassementen | Klassementen | Klassementen | Klassementen |       | UCI- ranking |  | Podia | Podia | Podia | Aantal crossen |
| Seizoen   | WB | WK | EK | BK | SP | Trofee       | TOI          | Swiss        | Goud         | Zilver       | Brons | UCI- ranking |  |       |       |       | Aantal crossen |
| --------- | -- | -- | -- | -- | -- | ------------ | ------------ | ------------ | ------------ | ------------ | ----- | ------------ |  | ----- | ----- | ----- | -------------- |
| 2023-2024 |    | –  | –  | –  |    | 41e          | 19e          | –            | –            | –            |       | -            |  | 2     | –     | 1     | 3              |
| 2024-2025 |    |    |    |    |    |              |              |              |              |              |       |              |  |       |       | 1     | 5              |
| Totaal    |    | –  | –  | –  |    | –            | –            | –            | –            | –            |       | –            |  | 2     | -     | 2     | 8              |

#### Podiumplaatsen elite
| Legenda                       |
| ----------------------------- |
| Wereldkampioenschappen        |
| Continentale kampioenschappen |
| Nationale kampioenschappen    |
| Wereldbeker                   |
| Superprestige                 |
| Trofee                        |
| Overige veldritten            |

| Nr.           | Seizoen       | Datum            | Veldrit                                   | Cat.          | Wedstrijdserie         |               |
| Overwinningen | Overwinningen | Overwinningen    | Overwinningen                             | Overwinningen | Overwinningen          | Overwinningen |
| ------------- | ------------- | ---------------- | ----------------------------------------- | ------------- | ---------------------- | ------------- |
| 1.            | 2023-2024     | 14 oktober 2023  | Thornton in Craven, Thornton in Craven    | C2            | National Trophy Series | [ 4 ]         |
| 2.            | 2023-2024     | 15 oktober 2023  | Verge Cross Clonmel, Clonmel Co Tipperary | C2            | Overige                | [ 5 ]         |
| 2e plaatsen   |               |                  |                                           |               |                        |               |
| 3e plaatsen   |               |                  |                                           |               |                        |               |
| 1.            | 2023-2024     | 15 januari 2024  | Cyclocross Otegem, Otegem                 | C2            | Overige                | [ 6 ]         |
| 2.            | 2024-2025     | 10 november 2024 | Rapencross, Lokeren                       | C2            | X²O Badkamers Trofee   | [ 7 ]         |